# Habenaria montevidensis
Habenaria montevidensis är en orkidéart som beskrevs av Spreng.. Habenaria montevidensis ingår i släktet Habenaria och familjen orkidéer. Inga underarter finns listade i Catalogue of Life.